# Oryzias nigrimas
Oryzias nigrimas é uma espécie de peixe da família Adrianichthyidae.
É endémica da Indonésia.